# Лиска червонолоба
Лиска червонолоба (Fulica rufifrons) — вид журавлеподібних птахів родини пастушкових (Rallidae). Поширений в Південній Америці.

## Поширення
Червонолоба лиска поширена на узбережжі від південного Перу до центральної частини Чилі, принаймні в одному місці в Болівії та від південно-східної Бразилії на південь через Уругвай до східної центральної Аргентини. Бродяжні птахи трапляються в Парагваї та на Фолклендських островах, хоча востаннє там був помічений у 1924 році.
Це, переважно, низинний птах, який зазвичай трапляється на висоті від рівня моря до 800 м, але випадково зустрічається на висоті 2100 м в Аргентині та регулярно зустрічається на висоті 3700 м на озері Алалай у Болівії. Мешкає на мілководдях напіввідкритих боліт і в очеретяних озерах, особливо тих, де є плаваюча рослинність, наприклад ряска.

## Опис
Тіло завдовжки 38–43 см. Два самці важили 685 і 735 г, а одна самиця 550 г. Статі однакові. Дорослі особини мають жовтий дзьоб, темно-каштаново-червоний лобовий щиток і оливкові ноги та стопи. Їхнє оперення майже повністю темно-шиферно-сіре, за винятком білого підхвістя. Молоді особини мають чорнуватий дзьоб, білі плями на горлі та сіро-коричневе оперення з таким же білим покривом підхвістя, що й у дорослих.